# Vitryggig svala
Vitryggig svala (Cheramoeca leucosterna) är en fågel i familjen svalor inom ordningen tättingar.

## Utseende och läte
Vitryggig svala är en egenartad medlem av familjen. Fjäderdräkten är svartvit, med unikt vitt på övre delen av ryggen, svart buk och ordentligt kluven svart stjärt. Arielsvalan och eukalyptussvalan har ljus övergump men mörk rygg och välkomstsvalan har helmörk ovansida. Lätet är ett avklippt "chik".

## Utbredning och systematik
Fågeln placeras som enda art i släktet Cheramoeca och behandlas som monotypisk, det vill säga att den inte delas in i några underarter. Den förekommer i södra Australien (förutom sydvästra Western Australia och södra Victoria).

## Levnadssätt
Vitryggig svala hittas i torra inlandsområden. Den häckar i jordbankar, både utmed floder och i av människan framställda. Fågeln ses vanligen i flock.

## Status och hot
Arten har ett stort utbredningsområde och tros öka i antal. Internationella naturvårdsunionen IUCN listar den därför som livskraftig (LC).